# Dyskografia Rachel Platten
Artykuł przedstawia całkowitą dyskografię amerykańskiej piosenkarki popowej Rachel Platten. Artystka w sumie wydała cztery albumy studyjne, jedenaście singli oraz dziewięć teledysków oraz trzy minialbumy. W latach 2015–2017 była związana z wytwórnią Columbia Records.
w 2003 roku Platten wydała swój debiutancki, niezależny album Trust in Me. W 2011 roku, dzięki wytwórni Rock Ridge Music wydała swój drugi album zatytułowany Be Here. Singiel z tego krążka, „1.000 Ships” dotarł do 23. miejsca na liście Billboardu Adult Top 40. Sam album, tak jak jego poprzednik nie odniósł sukcesu komercyjnego. Dopiero w 2015 roku, wydany singel „Fight Song” przyniósł Platten dużą popularność. Piosenka osiągnęła wysokie pozycje na oficjalnych listach w wielu krajach świata. W USA utwór dotarł do 6. miejsca listy Billboard Hot 100 i sprzedając się w nakładzie ponad 3 milionów kopii osiągnął status potrójnie platynowej płyty, podobnie jak w Kanadzie. W Wielkiej Brytanii utwór dotarł do szczytu notowania pokrywając się platyną. W Polsce singel zdobył status podwójnej platynowej płyty. 12 maja 2015 roku ukazał się minialbum Platten zatytułowany Fight Song. Zawierał cztery utwory, w tym tytułowy przebój. Było to pierwsze wydawnictwo Platten, po podpisaniu kontraktu z Columbia Records. Minialbum zajął 20. miejsce w notowaniu Billboard 200. We wrześniu Platten wydała kolejny singel, „Stand by You”. Utwór zajął pozycję 37. na liście Billboard Hot 100, a także jako drugi utwór Platten, po „Fight Song” dotarł do szczytu notowania Adult Top 40. Singel pokrył się platyną w USA oraz w Australii. 1 stycznia 2016 roku ukazał się album studyjny Wildfire, zawierający dwa wcześniejsze single. Płyta dotarła do 5. miejsca Billboard 200 oraz pokryła się złotem w rodzimym kraju artystki. W kwietniu tego samego roku Platten wydała kolejny singiel z płyty, „Better Place”, który dotarł do 21. miejsca na liście Billboardu Adult Top 40.
W sierpniu 2017 roku Platten wydała singel „Broken Glass” zapowiadający jej czwarty album studyjny. Piosenka zajęła 17. miejsce w notowaniu Adult Top 40. 27 października 2017 roku został wydany album zatytułowany Waves. Krążek dotarł do 73. miejsca listy Billboard 200.

## Albumy

### Albumy studyjne
| Tytuł                                               | Informacje                                                                                      | Najwyższe pozycje na listach | Najwyższe pozycje na listach | Najwyższe pozycje na listach | Najwyższe pozycje na listach | Najwyższe pozycje na listach | Najwyższe pozycje na listach | Najwyższe pozycje na listach | Najwyższe pozycje na listach | Statusy           |
| Tytuł                                               | Informacje                                                                                      | US                           | AUS                          | CAN                          | IRL                          | NZ                           | SWE                          | SWI                          | UK                           | Statusy           |
| --------------------------------------------------- | ----------------------------------------------------------------------------------------------- | ---------------------------- | ---------------------------- | ---------------------------- | ---------------------------- | ---------------------------- | ---------------------------- | ---------------------------- | ---------------------------- | ----------------- |
| Trust in Me                                         | - Wydany: 2003 - Format: CD                                                                     | –                            | –                            | –                            | –                            | –                            | –                            | –                            | –                            |                   |
| Be Here                                             | - Wydany: 26 kwietnia 2011 - Wytwórnia: Rock Ridge - Format: CD, digital download               | –                            | –                            | –                            | –                            | –                            | –                            | –                            | –                            |                   |
| Wildfire                                            | - Wydany: 1 stycznia 2016 - Wytwórnia: Columbia - Format: CD, digital download                  | 5                            | 12                           | 6                            | 84                           | 37                           | 29                           | 85                           | 35                           | - US: Złota płyta |
| Waves                                               | - Wydany: 27 października 2017 - Wytwórnia: Columbia - Format: CD, digital download             | 73                           | –                            | –                            | –                            | –                            | –                            | –                            | –                            |                   |
| I Am Rachel Platten                                 | - Wydany: 3 września 2024 - Wytwórnia: Violet Records - Format: CD, digital download, streaming | –                            | –                            | –                            | –                            | –                            | –                            | –                            | –                            | –                 |
| „–” album nie był notowany, bądź nie został wydany. |                                                                                                 |                              |                              |                              |                              |                              |                              |                              |                              |                   |

### Minialbumy
| Rok  | Dane dot. albumu                                                                                                | Najwyższa pozycja na liście |
| Rok  | Dane dot. albumu                                                                                                | USA                         |
| ---- | --- | --------------------------- |
| 2011 | Live, with love, from Milkboy Studios - Wydany: 15 lutego 2011 - Wytwórnia: Columbia - Format: Digital download | –                           |
| 2011 | NoiseTrade Sampler - Wydany: 21 grudnia 2011 - Wytwórnia: Columbia - Format: Digital download                   | –                           |
| 2015 | Fight Song - Wydany: 12 maja 2015 - Wytwórnia: Columbia - Format: Digital download, CD                          | 20                          |

## Single
| Rok                                                  | Tytuł          | Najwyższe pozycje na listach | Najwyższe pozycje na listach | Najwyższe pozycje na listach | Najwyższe pozycje na listach | Najwyższe pozycje na listach | Najwyższe pozycje na listach | Najwyższe pozycje na listach | Najwyższe pozycje na listach | Najwyższe pozycje na listach | Najwyższe pozycje na listach | Certyfikaty | Album               |
| Rok                                                  | Tytuł          | US                           | US Adult.                    | AUS                          | CAN                          | IRL                          | NZ                           | POL                          | SWE                          | SWI                          | UK                           | Certyfikaty | Album               |
| ---------------------------------------------------- | -------------- | ---------------------------- | ---------------------------- | ---------------------------- | ---------------------------- | ---------------------------- | ---------------------------- | ---------------------------- | ---------------------------- | ---------------------------- | ---------------------------- | --- | ------------------- |
| 2011                                                 | „1,000 Ships”  | –                            | 23                           | –                            | –                            | –                            | –                            | –                            | –                            | –                            | –                            | | Be Here             |
| 2015                                                 | „Fight Song”   | 6                            | 1                            | 2                            | 5                            | 6                            | 8                            | 10                           | 56                           | 38                           | 1                            | - US: 3× platynowa płyta - AUS: 4× platynowa płyta - CAN: 3× platynowa płyta - NZ: złota płyta - POL: 2× platynowa płyta - SWE: Złota płyta - UK: platynowa płyta | Wildfire            |
| 2015                                                 | „Stand by You” | 37                           | 1                            | 14                           | 42                           | –                            | –                            | 16                           | –                            | –                            | –                            | - US: platynowa płyta - AUS: platynowa płyta - CAN: złota płyta - POL: złota płyta                                                                                | Wildfire            |
| 2016                                                 | „Better Place” | –                            | 21                           | –                            | –                            | –                            | –                            | –                            | –                            | –                            | –                            | | Wildfire            |
| 2017                                                 | „Broken Glass” | –                            | 17                           | –                            | –                            | –                            | –                            | –                            | –                            | –                            | –                            | | Waves               |
| 2019                                                 | „You Belong”   | –                            | −                            | –                            | –                            | –                            | –                            | –                            | –                            | –                            | –                            | | –                   |
| 2020                                                 | „Soldiers”     | –                            | −                            | –                            | –                            | –                            | –                            | –                            | –                            | –                            | –                            | | –                   |
| 2023                                                 | „Girls”        | –                            | −                            | –                            | –                            | –                            | –                            | –                            | –                            | –                            | –                            | | I Am Rachel Platten |
| 2024                                                 | „Mercy”        | –                            | −                            | –                            | –                            | –                            | –                            | –                            | –                            | –                            | –                            | | I Am Rachel Platten |
| 2024                                                 | „Bad Thoughts” | –                            | −                            | –                            | –                            | –                            | –                            | –                            | –                            | –                            | –                            | | I Am Rachel Platten |
| 2024                                                 | „I Know”       | –                            | −                            | –                            | –                            | –                            | –                            | –                            | –                            | –                            | –                            | | I Am Rachel Platten |
| „–” singel nie był notowany, bądź nie został wydany. |                |                              |                              |                              |                              |                              |                              |                              |                              |                              |                              | |                     |

### Single promocyjne
| Rok  | Tytuł                  | Album    |
| ---- | ---------------------- | -------- |
| 2011 | „Nothing Ever Happens” | Be Here  |
| 2015 | „Lone Ranger”          | Wildfire |
| 2017 | „Perfect For You”      | Waves    |
| 2017 | „Collide”              | Waves    |

## Inne utwory
| Rok  | Piosenka                               | Album                                                          |
| ---- | -------------------------------------- | -------------------------------------------------------------- |
| 2007 | „Love” (feat. Mama's Boy Goes Digital) | Of Hearts                                                      |
| 2008 | „Free You” (feat. Holosound)           | Free You EP                                                    |
| 2012 | „Work Of Art”                          | Jane by Design Soundtrack                                      |
| 2014 | „Begin Again”                          | Pretty Little Liar Soundtrack                                  |
| 2014 | „You're Safe”                          | Finding Carter Soundtrack                                      |
| 2016 | „Same As Me” (feat. Diego Torres)      | –                                                              |
| 2017 | „Thank You for Being a Friend”         | My Little Pony: The Movie (Original Motion Picture Soundtrack) |
| 2019 | „Wonder”                               | Wonder Park (Original Motion Picture Soundtrack)               |
| 2023 | „Nothing’s Impossible”                 | The Imaginary (Original Motion Picture Soundtrack)             |

## Teledyski
| Rok  | Tytuł                  | Reżyser          |
| ---- | ---------------------- | ---------------- |
| 2011 | „Nothing Ever Happens” | Duffy Higgins    |
| 2011 | „1,000 Ships”          | –                |
| 2015 | „Fight Song”           | James Lees       |
| 2015 | „Stand by You”         | Hannah Lux Davis |
| 2016 | „Better Place”         | Matthew Stawski  |
| 2017 | „Broken Glass”         | Allie Avital     |